# Oligoplites
Az Oligoplites a csontos halak (Osteichthyes) főosztályának a sugarasúszójú halak (Actinopterygii) osztályába, ezen belül a sügéralakúak (Perciformes) rendjébe és a tüskésmakréla-félék (Carangidae) családjába tartozó nem.

## Rendszerezés
A nembe az alábbi 5 faj tartozik:
- Oligoplites altus (Günther, 1868)
- Oligoplites palometa (Cuvier, 1832)
- Oligoplites refulgens Gilbert & Starks, 1904
- Oligoplites saliens (Bloch, 1793)
- Oligoplites saurus (Bloch & Schneider, 1801)